# Dźwierzutki
Dźwierzutki (deutsch Mensguth Vorwerk) ist ein Ort in der polnischen Woiwodschaft Ermland-Masuren und gehört zur Gmina Dźwierzuty (Mensguth) im Powiat Szczycieński (Kreis Ortelsburg).

## Geographische Lage
Dźwierzutki liegt östlich des Dorfes Dźwierzuty (Mensguth) in der südlichen Mitte der Woiwodschaft Ermland-Masuren, 16 Kilometer nördlich der Kreisstadt Szczytno (deutsch Ortelsburg).

## Geschichte
Die älteste Erwähnung des Vorwerks Mensguth stammt aus dem Jahre 1473. Es wurde 1874 in den neu errichteten Amtsbezirk Mensguth (polnisch Dźwierzuty) eingegliedert, der bis 1945 bestand und zum Kreis Ortelsburg im Regierungsbezirk Königsberg (1905 bis 1945 Regierungsbezirk Allenstein) in der preußischen Provinz Ostpreußen gehörte.
Im Jahre 1910 zählte Vorwerk Mensguth 301 Einwohner, 1933 waren es 218 und 1939 schon wieder 246. Aufgrund der Bestimmungen des Versailler Vertrags stimmte die Bevölkerung im Abstimmungsgebiet Allenstein, zu dem Vorwerk Mensguth gehörte, am 11. Juli 1920 über die weitere staatliche Zugehörigkeit zu Ostpreußen (und damit zu Deutschland) oder den Anschluss an Polen ab. Im Vorwerk Mensguth stimmten 159 Einwohner für den Verbleib bei Ostpreußen, auf Polen entfielen drei Stimmen.
In Kriegsfolge kam Vorwerk Mensguth 1945 mit dem gesamten südlichen Ostpreußen zu Polen und erhielt die polnische Namensform „Dźwierzutki“. Heute ist es eine Kolonie  im Verbund der Landgemeinde Dźwierzuty im Powiat Szczycieński, bis 1998 der Woiwodschaft Olsztyn, seither der Woiwodschaft Ermland-Masuren zugehörig.

## Kirche
Bis 1945 war Vorwerk Mensguth in die evangelische Kirche Mensguth in der Kirchenprovinz Ostpreußen der Kirche der Altpreußischen Union und in die katholische Kirche Hl. Dreifaltigkeit im Dorf Mensguth im damaligen Bistum Ermland eingepfarrt. Der Bezug zu diesen beiden Kirchen im jetzt „Dźwierzuty“ genannten Dorf ist bis heute geblieben, wobei sie jetzt der Diözese Masuren der Evangelisch-Augsburgischen Kirche in Polen bzw. dem katholischen Erzbistum Ermland zugeordnet sind.

## Verkehr
Dźwierzutki liegt an einer Nebenstraße, die von Dźwierzuty über Małszewko (Malschöwen) nach Pasym (Passenheim) verläuft und dabei die beiden polnischen Landesstraßen 57 (frühere deutsche Reichsstraße 128) und 53 verbindet. Eine Anbindung an den Bahnverkehr besteht nicht.